# Felix Groß
Felix Groß (Feuchtwangen, 4 de septiembre de 1998) es un deportista alemán que compite en ciclismo en las modalidades de pista y ruta.
Ganó una medalla de bronce en el Campeonato Mundial de Ciclismo en Pista de 2024 y una medalla de bronce en el Campeonato Europeo de Ciclismo en Pista de 2019.

## Medallero internacional
| Campeonato Mundial | Campeonato Mundial       | Campeonato Mundial | Campeonato Mundial      |
| Año                | Lugar                    | Medalla            | Competición             |
| ------------------ | ------------------------ | ------------------ | ----------------------- |
| 2024               | Ballerup (Dinamarca)     | Medalla de bronce  | Persecución por equipos |
| Campeonato Europeo |                          |                    |                         |
| Año                | Lugar                    | Medalla            | Competición             |
| 2019               | Apeldoorn (Países Bajos) | Medalla de bronce  | Persecución individual  |

1. ↑  Compitió en la ronda de clasificación.

## Palmarés
2020
- 2 etapas de la Dookoła Mazowsza
- Puchar Ministra Obrony Narodowej